# Démiurgosz
A démiurgosz görög eredetű szó (δημιουργός), jelentése mesterember. A látható anyagi világ alkotója a platóni, újplatóni, újpüthagoreus filozófiai iskolákban és a gnosztikusok szerint.

## Görög világ
Attika legrégibb rendi alkotmányában a démiurgoszok a kézművesek megnevezése, a nemesek (eupatridák) és a parasztok (geomorok) mellett. Az orvosok és művészek is démiurgoszok. Némely dór városban a legfőbb hatósági személyek neve is démiurgosz volt. 
Platón volt az első, aki metafizikai értelemben használja e szót. Ő az, aki az anyagot az ideák mintájára formába önti, és ez hol jobban sikerül neki, hol kevésbé jobban. Ez a démiurgosz maga a teremtő, amely nem is isten (hiszen az ideák birodalma alatt helyezkedik el), de nem is földi. Az ideák létezése semmiben sem függ a démiurgosz létezésétől, a démiurgosznak viszont szüksége van rájuk, mivel csak az ő mintájuk alapján építheti fel a világot.

## Gnoszticizmus
Vallásbölcseleti értelemben különösen az anyagi világ és az ember testi, illetve állati részének az alkotója. Ily értelemben a gnosztikus tanok keretében az ótestamentumi Istennel azonos, akit a zsidó-keresztény vallási és görög-zend bölcseleti eszmékből kevert tanrendszer számos árnyalatainak legtöbbje az abszolút Istentől, az egészen tökéletes, önmagától való legfőbb lénytől megkülönböztetett és ennek valamelyik közvetett emanációjaképpen tüntetett fel.
A keresztény gnosztikusoknál olyan alsóbb fokú istent jelentett, aki a világot teremtette, mert a legfőbb Isten, mint tiszta szellem nem érintkezhetett az anyaggal; a világot egy korlátoltabb lény teremtette, mely végtelen távolságban van Istentől és se erkölcsileg, se szellemileg nem éri fel azt.
A Démiurgosz, amint alakja egyfelől az alexandriai zsidó-keresztény és zsidó-hellenisztikus közvetítő irányzatokból, másfelől pedig a zsidó monoteizmust a zend dualizmussal és a görög-római démonológiával kiegyeztetni törekvő gnosztikus vallásbölcseleti tanokban jelentkezett, közelről érintkezik és részben szerepet vált a bibliai Sátánnal és a zoroasztrizmus Ahriman-jával, a gonoszság személyesített őselvével.